# Asbestopluma gracilior
Asbestopluma gracilior är en svampdjursart som först beskrevs av Schmidt 1870.  Asbestopluma gracilior ingår i släktet Asbestopluma och familjen Cladorhizidae. Inga underarter finns listade i Catalogue of Life.